# (29208) Halorentz
(29208) Halorentz ist ein Asteroid des Hauptgürtels, der am 9. September 1991 von den deutschen Astronomen Freimut Börngen und Lutz D. Schmadel an der Thüringer Landessternwarte Tautenburg (IAU-Code 033) in Thüringen entdeckt wurde.
Benannt wurde der Asteroid nach dem niederländischen Mathematiker und Physiker Hendrik Antoon Lorentz (1853–1928), der die mathematischen Grundlagen für die Spezielle Relativitätstheorie Albert Einsteins entwickelte und 1902 für die Erklärung des Zeeman-Effekts zusammen mit seinem Schüler Pieter Zeeman mit dem Nobelpreis für Physik ausgezeichnet wurde.